# Liodiplosis spherica
Liodiplosis spherica är en tvåvingeart som beskrevs av Gagne, Oda och Monteiro 2001. Liodiplosis spherica ingår i släktet Liodiplosis och familjen gallmyggor. Inga underarter finns listade i Catalogue of Life.